# Germaine de Staël
Anne-Louise Germaine Necker de Staël-Holstein (Pariz, 22. travnja 1766. – Pariz, 14. srpnja 1817.) bila je francuska književnica.
Bila je kći Jacquesa Neckera, ministra financija Luja XVI. Udala se za švedskog veleposlanika u Francuskoj. U svojem salonu je okupljala pristaše liberalne ustavne monarhije. Zbog toga je od 1792. uglavnom boravila izvan Francuske.
Godine 1814. se vratila nakon restauracije monarhije. Svojim je djelima pridonijela razvoju romantizma u Francuskoj.

## Poznata djela
- „Esej o izmišljajima” (Essai sur les fictions, 1795.)
- „O Njemačkoj” (De l’Allemagne, 1810.)
- „Delphine” (1802.)
- „Corinne ili Italija” (Corinne ou l’Italie, 1807.).